# 北極副棘鮃
北極副棘鮃為輻鰭魚綱鰈形目鰈亞目牙鮃科的其中一種，為亞熱帶海水魚，分布於西大西洋區，從美國新英格蘭至墨西哥猶加敦半島海域，棲息深度46-366公尺，體長可達18公分，棲息在底層水域，生活習性不明。

## 扩展阅读
維基物種上的相關：北極副棘鮃